# Kanton Bonifacio
Kanton Bonifacio (francouzsky Canton de Bonifacio) je francouzský kanton v departementu Corse-du-Sud v regionu Korsika. Tvoří ho 1 obce, která je zároveň jeho správním střediskem.